# 데이르알발라주
| \| \| 가자 지구 팔레스타인 \| v • d • e • h \|        |                      |               |
| 북가자주 가자주 가자 데이르알발라주 칸유니스주 라파주 |                      |               |
| Flag of Palestine                                     | 가자 지구 팔레스타인 | v • d • e • h |

데이르알발라주(아랍어: محافظة دير البلح)는 팔레스타인의 행정 구역으로, 주도는 데이르알발라이며 가자 지구 중부에 위치한다. 팔레스타인의 영토이지만 영공과 영해는 이스라엘이 갖고 있다. 인구는 208,716명(2006년 팔레스타인 자치 정부 중앙통계국이 발표한 자료를 기준으로 함)이며 면적은 56km2이다.